# Montafon
Montafon er en 39 km lang dal (og region) i den sydvestlige del af østrigske delstat Vorarlberg hvor floden Ill flyder igennem. Bjærgkæden Verwall er dens nordlige grænse, og den sydlige udgøres af Rätikon og Silvretta.
Dalen er ret tyndt befolket (10 kommuner med cirka 16.000 indbyggere) men er ret skovrigt, hvilket udover turismen og landbruget udgør en stor del af den bærende økonomi. Samtidigt er der en ret stor højdeforskel fra passet Bielerhöhe i 2037 m over havets overflade, og byen Bludenz for enden af dalen (570 m over havets overflade). Det giver muligheder både for skiturisme og vandværker.

## Erhverv

### Landbrug & alpin kultur
Landbruget er langtfra den største økonomiske faktor. Til gengæld er de del af en alpekultur, som virker som magnet for de turister, der vælger at overnatte i regionen. Som eksempel kan nævnes, at 75% af kvæget er brunkvæg ("Montafoner Braunvieh"), karakteristisk for alperegionen. Det er stadig tradition at holde kvæget på bjergsiderne om sommeren, og når de skal drives ned i dalen for vinteren, bliver de besmykket som festlig afslutning for bondeåret (se Maiensäss). Ligesom de karakteristiske huse (se nedenfor), så er denne form for landbrug og udlevelsen af det, en integreret del af indbyggernes selvforståelse og samtidigt en turistmagnet. Efterhånden har kulturen også tilpasset sig, så den følsomme alpenatur ikke lider så meget under turiststrømmene.
Helt særligt for dalen er også Montafoner Steinschaf, som er truet, idet der findes arter, der er både større og mere egnet til slagtning. Siden 1989 er der dog gjort forsøg på at undgå indavl, og bestanden er vokset en anelse.

### Vandkraft og træindustri
Dalen har 14000 hektar skov og sikrer dalen mod jordskred ved kraftige regnskyl. Disse optræder hyppigere og hyppigere og tilskrives klimaændringer.
Montafon har ti vandværker, som leverer strøm til hele Østrig, samt det europæiske strømmarked.

### Turisme
Som i resten af Østrig er turisme en vigtig indtægtskilde for regionen, og det er populært sommer som vinter. Der er cirka 20.000 senge hos omkring 1300 værter, som ligger mellem 650 m og 1430 m over havets overflade, omringet af bjerge, blandt andet det 3312 m høje Piz Buin, der er regionens højeste. Der er cirka 2 millioner turistovernatninger om året.

#### Vintersport
I Montafon befinder der sig fem skiområder: Golm, Silvretta Montafon, Gargellen, Silbertal-Kristberg og Silvretta-Bielerhöhe, med i alt 60 kabelbaner og skilifte og 225 km nedkørsler i forskellige sværhedsgrader og 53 km skipister. Derudover er der 2 isskøjtebaner. Der er også mulighed for at freeride og vintervandre på 290 km præparerede, dels belyste, vandrestier. Freestyle skiløb er også en mulighed flere steder.

#### Sommer
Om sommeren byder Montafon på over 1.130 km markerede vandrestier, enkelte endda børne- og barnevognsvenlige (f.eks. "Muntafuner Gagla Weg"), andre egnede til stavgang. 9 af kabelbanerne er også i drift om sommeren.
Til cykel- og mountainbikeentusiaster findes der 270 km afmærkede veje og stier, og strækningerne for mountainbike er markeret i sværhedsgrad med tre farver i lighed med skipisterne. "Silvetta Hochalpenstraße" er med sin stigning på op til 14% en populær rute for de lidt mere øvede.
I Montafon findes der desuden 15 officielle bjergbestigningsmuligheder og to håndfulde klatrevægge. Der kan også fiskes, blandt andet i dæmningssøerne i området.

## Kultur & Seværdigheder

### Montafonerhaus
Dalen har sin helt egen arkitektoniske retning, hvor der benyttes både sten og træ. I hele alpeområdet findes der ikke et så afgrænset område, der har sin egen byggestil, og er centralt for dalens kultursæregenhed.

### Montafoner Sauerkäse
Montafon har siden det 12. århundrede fremstillet en surmælksost kaldet Montafoner Sauerkäse, som på den lokale dialekt hedder Muntafunr Sura Kees.

### Arrangementer
- Montafoner Resonanzen, tidligere Montafoner Sommer (Kulturevent)
- Montafoner Sagenspiele
- Open Faces Silvrette Montafon (Freeride-event)
- Snowboard World Cup Montafon
- Ramuskull Trophy Gargelle (konkurrence for vandrere med alpin erfaring)

Derudover findes der forskellige midsommerfester og om søndagen efter "Aschermittwoch" fordrives vinterens dæmoner og forårslyset hilses velkommen.

### Seværdigheder
- Montafoner Heimatmuseum Schruns
- Montafoner Bergbaumuseum Silbertal
- Historisches Bergwerk Bartholomäberg, hvor 115 m af den historiske mine kan ses (minens fulde længde kendes ikke)
- Bergknappkapelle St. Agatha (Montafons ældste kirke fra omkring år 1400)
- Vandkraftværksrundvisning I Kopswerk 1 Arkiveret 5. september 2018 hos  Wayback Machine

## Weblinks
- http://www.montafoner-steinschaf.com/
- http://www.montafon.at/
- https://www.illwerkevkw-welten.at/inhalt/at/kopswerk-l.htm Arkiveret 5. september 2018 hos  Wayback Machine
- https://www.silvretta-montafon.at/en/winter/ski-map

47°05′N 9°54′Ø / 47.08°N 9.9°Ø